# Golães
Golães ist eine Gemeinde im Norden Portugals.
Golães gehört zum Kreis Fafe im Distrikt Braga, besitzt eine Fläche von 4,7 km² und hat 2024 Einwohner (Stand 19. April 2021).